# اسکاتلند (پنسیلوانیا)

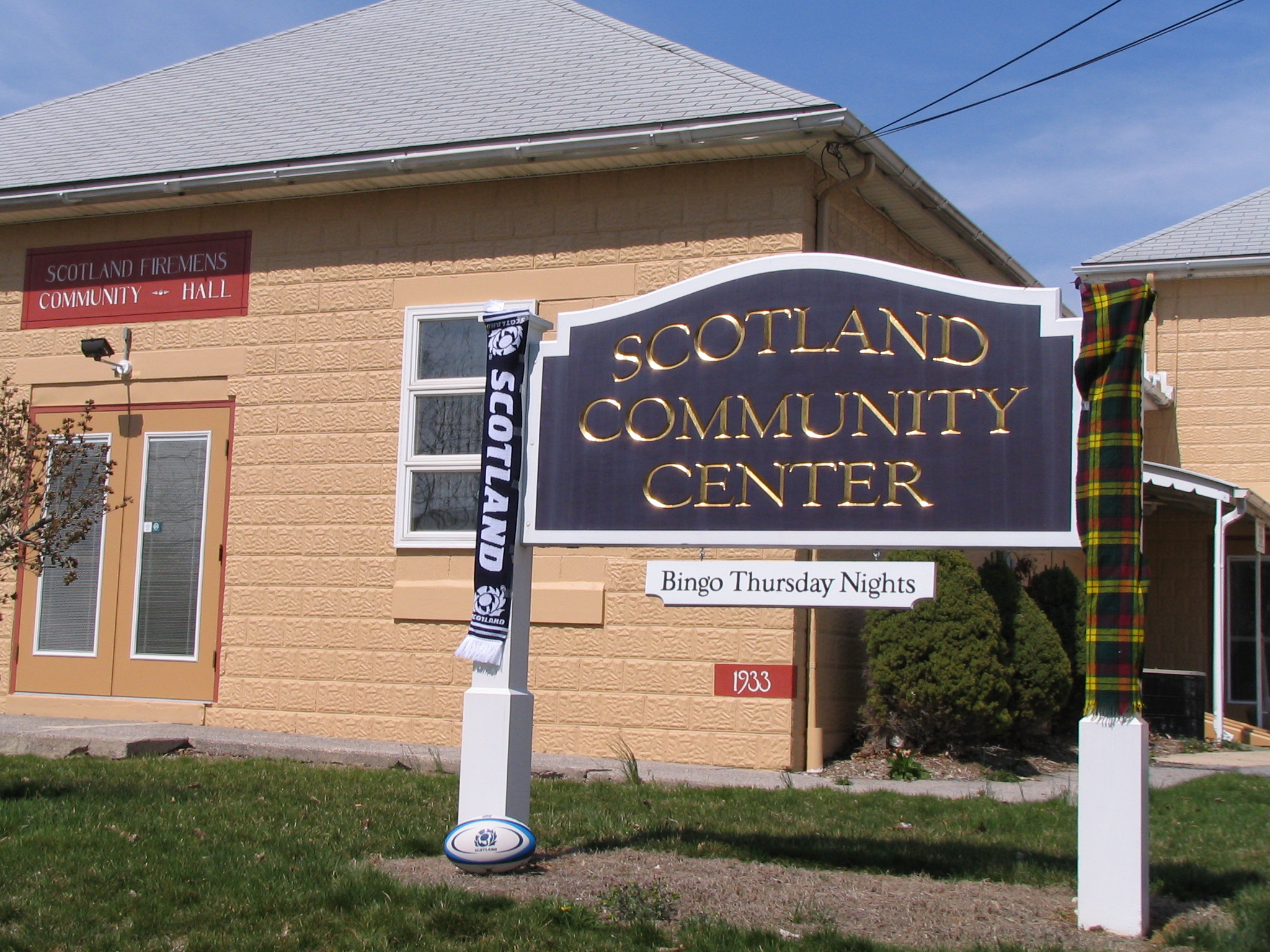
اسکاتلند

اسکاتلند (به انگلیسی: Scotland) یک منطقهٔ مسکونی در ایالات متحده آمریکا است که در شهرستان فرانکلین، پنسیلوانیا واقع شده‌است. اسکاتلند ۱۳۹۵ نفر جمعیت دارد و ۲۲۰٫۹۸ متر بالاتر از سطح دریا قرار دارد.